# Катартический метод
Катарсический метод (др.-греч. κάθαρσις — «возвышение, очищение, катарсис») — один из методов психотерапии, который лежит в основе психоанализа. Заключается в том, что моносимптомы при истерии объяснимы биографией пациента и делаются предметом осознания. В ходе осознания травматический опыт актуализируется, и благодаря абреакции (отреагированию) переживания происходит катарсис.
Выделяют две формы катартического метода (по способу достижения катарсиса): гипнотическую и ассоциативную.

## История
Впервые катартический метод был применен австрийским врачом Йозефом Брейером, он использовал гипноз для лечения невротических расстройств. Брейер полагал, что негативные впечатления, вытесненные из сознания, продолжают оказывать влияние на человека и могут привести к соматическим заболеваниям.
Метод был основан на том, что пациент, находящийся в состоянии гипноза, должен был вспомнить травмирующее событие, которое, предположительно, вызывало симптом. Если эти мысли вновь осознавались пациентом, наступало облегчение и заменявшие их симптомы исчезали или ослабевали.
Катартический метод был применен Йозефом Брейером и Зигмундом Фрейдом в работе с пациенткой Анной О. (Бертой Паппенгейм), страдавшей невротическими расстройствами. Под гипнозом она вспоминала те события, которые не помнила в бодрствовании. После того как больная «разматывала нить в обратном направлении», симптом исчезал (был отреагирован).
В 1895 г. Вышла книга Брейера и Фрейда «Исследование об истерии».
Изначально, катартический метод создавался и применялся с использованием гипноза. Впоследствии Й. Брейер продолжил применять гипнотический сон, а З. Фрейд заменил его методом свободных ассоциаций.

## Основные теоретические положения
Согласно словарю клинической психологии, выделяются следующие теоретические положения катартического метода:
1. симптомы обусловливаются неосознаваемыми психическими травмами
2. лечение должно быть направлено на разрядку травматических эмоций
3. побуждением пациентов к воспоминанию, воспроизведению и новому, контролируемому переживанию травмирующих событий и соответствующей абреакции, можно добиться катарсиса (облегчения, ослабления симптомов), тем самым получить необходимый терапевтический эффект.

## Виды катартического метода
Помимо классических методов Брейера и Фрейда, существуют множество методов, применяемые в катартической психотерапии. Ниже представлены некоторые из них:

### Декапсуляция
Метод, созданный болгарским психиатром К. Чолаковым (1933) и, впоследствии, клинически испытанный болгарским психотерапевтом Атанасовым (1990).
В отличие от психоанализа главную роль играет не абреакция переживаний, а потребность осознания психотравмы. Основной областью применения декапсуляции Чолаков выделил функциональные нейрогенные заболевания, порожденные травмой. Чолаков полагал, что при психотравме сильный аффективный заряд отдельных переживаемых эмоций изолирует их ассоциационно и они остаются «капсулированными» в психике пациента.
При декапсуляции пациент находится в расслабленном состоянии, психотерапевт вводит его в умеренный гипноз, так, чтобы был возможен контакт. Если психотравма известна, психотерапевт вербально заставляет больного пережить ее повторно, а если неизвестна, то суггестия направляется словами: «Тяжёлое дыхание, сердцебиение, дрожание, страх и мучение, которые вы испытываете, напомнят вам случай, когда ваше состояние было таким, как сейчас», что дает возможность быстрого переживания психотравмы. 
В конце сеанса терапевт внушает пациенту хорошее самочувствие.

### Искусственная репродукция аффективных переживаний
Метод болгарского психиатра Н. Крестникова, применяемый для лечения неврозов. Терапия занимает около получаса. В процессе пациент, введённый в гипнотическое состояние, проходит четыре фазы:
1. Латентная (продолжительность 2 - 4 мин.) — пациент лежит в спокойной обстановке с закрытыми глазами.
2. Органная (продолжительность 2 - 4 мин.) — пациент испытывает учащенное дыхание, сердцебиение, повышенное потоотделение, тремор, при этом эмоционально спокоен.
3. Эмоциональная (продолжительность 1 - 1,5 мин.) — на фоне органной реакции, появляется и эмоциональная (страх, скорбь, подавленность и т. д.)
4. Представления (15 - 30 мин.) — пациент вспоминает определенное травмирующее событие, объясняющее его негативное эмоциональное состояние. В процессе воспоминания могут возникнуть яркие эмоциональные реакции, судороги. Через некоторое время пациент спонтанно выходит из этого состояния.

### Автологокатарсис
В данной методике психотерапевт применяет аудиозапись слов пациента, для последующего повторного переживания травмирующих событий. 
Главная идея методики строится на том, что пациент, введённый в гипнотический сон, наиболее бурно реагирует на собственные речь и плач, что позволяет с большим успехом достичь отреагирования.